# クレーマー橋
クレーマー橋（クレーマーばし、独: Krämerbrücke）は、ドイツ・チューリンゲン州の都市、エアフルトにある橋である。クレーマ橋とも表記される。

## 概要
名称は「商人の橋」という意味がある。イタリア・フィレンツェのヴェッキオ橋のように、橋梁の両側に多数の店舗が並んでいる。歩行者専用橋である。

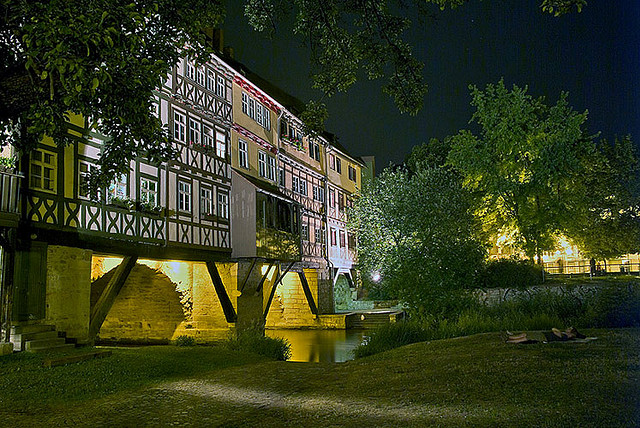
夜のクレーマー橋

東側にあるヴェーニガーマルクト (de:Wenigemarkt) と西側のベネディクト広場 (de:Benediktsplatz) を結んでいる。南西には、フィッシュマルクト (de:Fischmarkt (Erfurt)) がある。橋の東側には、1110年に創設されたエギーディエン教会 (de:Ägidienkirche (Erfurt)) がある。
形式はアーチ橋であり、ゲーラ川 (en:Gera (river)) に架橋されている。橋の全長は 125 メートルであり、幅は 26 メートルである。クレーマー橋の31番地には、この橋の歴史をテーマとする展示を行う施設が設けられている。

## 由来
この橋の最も古い記録は、1117年にさかのぼる。橋は、もともと木材で造られていた。1156年、橋梁の上に初めて雑貨店が開設される。1175年、1178年、1213年、1222年、1245年などに発生した火災によって被害を受けている。1325年に石造の橋となり、橋頭堡にある教会が大規模にリニューアルされた。1472年から1486年にかけて、住居としての用途をもつハーフティンバー様式の家屋が建造される。橋の西側には、19世紀までベネディクト教会 (de:Benediktikirche (Erfurt)) が存在した。